# Vryburg
Vryburg is een plaats in de Zuid-Afrikaanse provincie Noordwest. Vryburg telt ongeveer 21.000 inwoners.

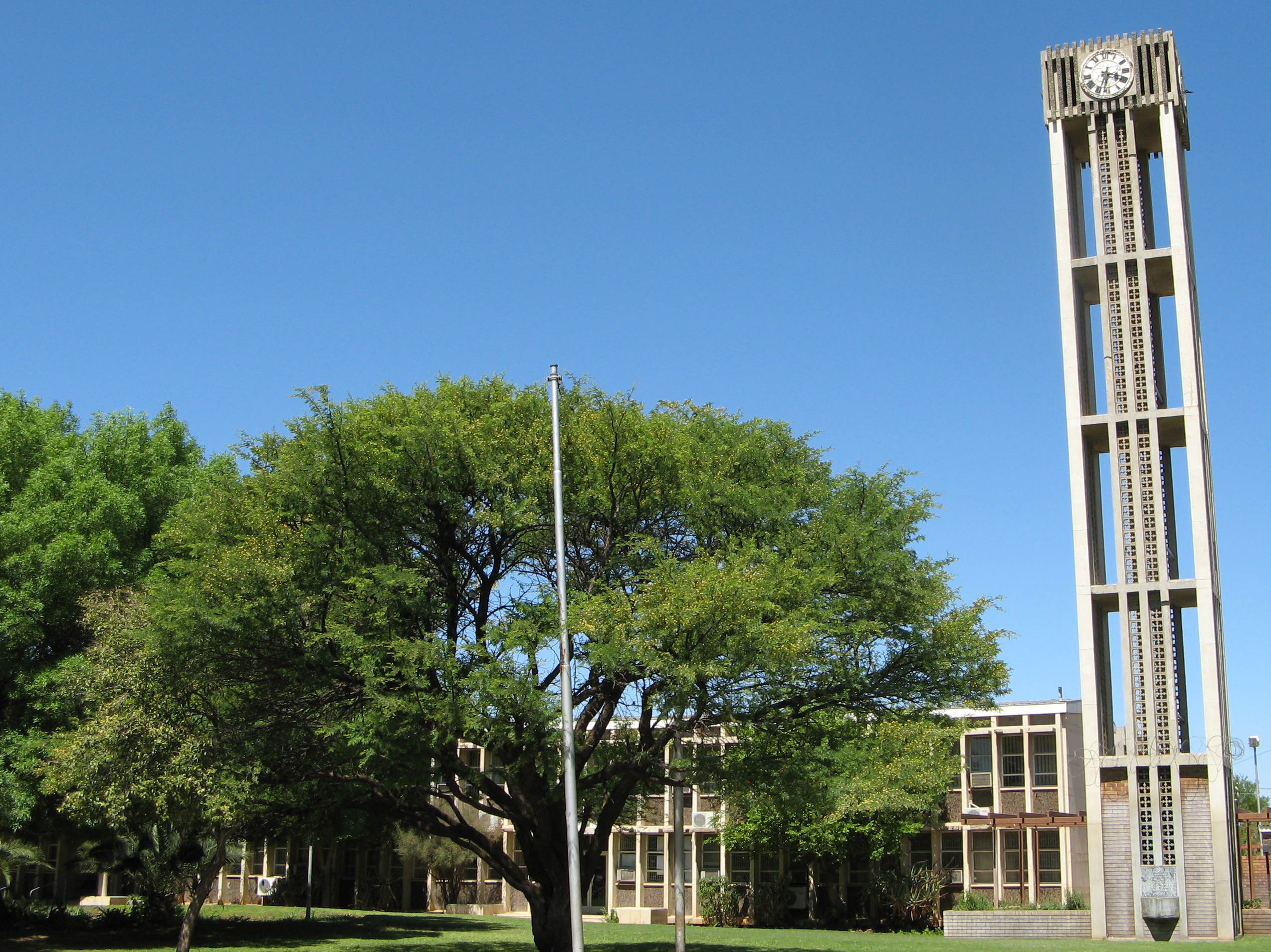
Stadhuis

## Subplaatsen
Het nationaal instituut voor de statistiek, Stats SA, deelt sinds de census 2011 deze hoofdplaats in vier zogenaamde subplaatsen (sub place):
Colridge • Du Plessi Park • Krismet Park • Vryburg SP.